# أساطير كوريا
الأساطير الكورية تضم العديد من الأساطير الوطنية والقصص الشعبية المنتشرة في جميع أنحاء شبه الجزيرة الكورية. مصدر هذه الأساطير قد يكون من ديانة الشامانية الكورية، أو البوذية، أو الأساطير الصينية واليابانية، أو الأساطير الكونفشيوسية والطاوية. تختلف الأساطير أيضاً على حسب المنطقة في الدولة نفسها. على سبيل المثال فإن سكان جيجو لديهم أسلوب حياة مختلف عن سكان كوريا الآخرين مما يعطي فروقاً في شكليات الأسطورة الواحدة.
كانت الإحيائية المصدر الأساسي المهيمن على الحياة الدينية للشعب الكوري في الموسم (دين شاماني). نبعت عبادة بعض الجبال، أو الحيوانات، أو النباتات من الاعتقاد بأن لكل منها روح والتي غالباً ما تظهر في الحكايات الشعبية بالإضافة للقصص التي تشيد بهم أو بتضحياتهم سواء الحرفية أو المجازية.
في نفس الوقت فإن هناك بعض الآلهة التي سيطرت على مجالات معينة ويظهرون في الحكايات الشعبية كحماة من بعيد عندما يدعون من البشر، بدلاً من التدخل في الحياة اليومية.
في بداية التاريخ الكوري، سيطر الدين الشاماني وبسبب انقسام كوريا إلى ممالك مختلفة مثل شلا وغوغوريو وبايكتشي فإن الحكايات الشعبية والأساطير تختلف من مملكة إلى أخرى. بدأت الأساطير والديانات الأصلية بالتغير عندما دخلت البوذية إلى كوريا في القرن الثالث أو الرابع الميلادي. وعند مجيء الكونفشيوسية الحديثة فقد كتبت الديانات الأصلية على يد الحكومة حيث استمرت بقتل كل شامان يمارس هذه الشعائر، وفي نفس الوقت فقد تغيرت بعض الأساطير في حين خلط البعض الآخر بالأساطير الموجودة في ذلك الوقت.
في سبعينات القرن العشرين عانت الميثولوجيا الكورية الشفهية من قمع شديد على يد الحكومة باعتبارها خرافات. سمي هذا القمع باسم «حركة مكافحة الخرافات» وعانت أساطير الشعب الكوري كثيراً من هذه الحركة. وفي أوائل العقد الأول من القرن الواحد والعشرين فإن هذه الأساطير بدأت تجد طريقاً للعودة.

## تأثير الشامانية الكورية
لعبت الشامانية الكورية دورًا رئيسيًا في خلق الأساطير الكورية القديمة. يُشار إلى الأساطير الشامانية باسم موسوكشينوا (بالهانغول: 무속 신화؛ بالهانجا: 巫 俗 神話) وتتلى كجزء من الطقوس المقصود بها حماية البشر والطبيعة. تعني كلمة كينغوت (بالهانغل: 큰굿)، «الطقوس الكبرى» هي الطقوس الشامانية الكورية النموذجية الأصلية، ويحتوي كل جزء من أجزائها الإثني عشر على بونبوري (بالهانغل: 본 풀이؛ بالهانجا: 本--)، بمعنى أسطورة عن إله.
اتبع الكوريون القدماء مفهومًا إحيائيًا واعتقدوا أن لكل شيء روح، لذا، تضمنت الطقوس الشامانية عبادة الأرواح والشياطين التي تسكن الأشياء مثل الجبال والأنهار. يُعتقد أن الشامان قادر على التواصل مع عالم الأرواح. في الأساطير الكورية، يقال إن قادة كوريا الأوائل امتلكوا صفات شامانية أو انحدروا من الشامان. قيل أن دانغن، مؤسس كوريا الأسطوري امتلك سمات شامانية وصُوّر أحيانًا على أنه إله الجبل، أو ما يُعرف باسم سانشين. يأتي أكبر عدد من الأساطير الشامانية من جزيرة جيجو ومقاطعة هامغيونغ الجنوبية.

## أساطير الخلق
تشرح أساطير الخلق كيف بدأ العالم ومن أين أتى الناس. وعادةً ما تشمل أول رجل أو أول امرأة مسؤول/ة عن خلق العالم.

### تشانغ سيغا
تشانغ سيغا (بالهانغول: 창세 가، بالهانجا: 創世 歌) هي أسطورة خلق شامانية من هامهنغ، محافظة هامغيونغ في كوريا الشمالية الحالية. تشرح القصة كيف فصل إله عملاق يدعى ميروك السماء عن الأرض، ووضع عمودًا نحاسيًا في كل ركن من أركان الأرض لرفع السماء. خلق الرجال من خمس حشرات ذهبية، والنساء من خمس حشرات فضية. كانت البشرية مسالمة في ظل حكم ميروك، حتى ظهر عملاق آخر يدعى سوكغا، وتنافس الاثنان على حكم العالم البشري. فاز سوكغا، لكن انتصاره كان غير عادل واعتُبر، في هذه الأسطورة، مصدر الشر والخطيئة في البشرية.

### شونجيوانغ بونبوري
شونجيوانغ بونبوري (بالهانغول: 천지왕 본 풀이، بالهانجا: 天地王本--) هي أسطورة خلق شامانية من جزيرة جيجو في كوريا الجنوبية الحالية. تروي قصة شونجيوانغ (الملك السماوي)، الذي نزل من الجنة لمحاربة رجل شرير، سوميونجنجا، لكنه فشل في مهمته. يتزوج شونجيوانغ، في أثناء وجوده على الأرض، من باكيوانغ، التي تنجب ولدين، دايبيولوانغ (ملك النجم الكبير) وسوبيولوانغ (ملك النجم الصغير). وفي النهاية، يتنافس أبناء شونجيوانغ ليصبح أحدهما حاكمًا للعالم البشري. يفوز سوبيولوانغ ويعاقب سوميونجنجا بتحويله إلى حشرة. في بعض روايات القصة، يصبح دايبيولوانغ حاكم العالم السفلي أيضًا.

### ماغوهالموني
ماغوهالمي (بالهانغل: 마고 할미، بالهانجا: 麻姑--) هي أسطورة خلق من منطقة كوانبوك هامغيونغ الشمالية في كوريا الشمالية الحالية حول إلهة عملاقة تسمى الجدة ماغو. تخلق ماغو جميع التكوينات الجيولوجية على الأرض باستخدام الطين، والصخور، وبولها وبرازها. على عكس أساطير الخلق للآلهة الذكور، تم توارث هذه الأسطورة شفهيًا فقط ولم تُضمن في السجلات أو الطقوس الرسمية.

### سيرومال
سيرومال (بالهانغل: 시루 말) هي أسطورة خلق شامانية من اوسان، مقاطعة غيونغي في كوريا الجنوبية الحالية. تجري القصة أمام قدر بخاري فخاري شعائري يسمى سيرو. في القصة، يمضي دانغشيلسيونغ الليل مع السيدة مييوا، التي تنجب ولدين هما سيونمون وهيومان، بعد رحيل دانغشيلسيونغ. يُسخر من الأولاد في المدرسة لكونهم بلا أب، لكنهم يعلمون بوالدهم ويصعدون إلى السماء لمقابلته. الذي يعطي سيونمون مملكة داهانغك، وهيومن مملكة سوهانغك.